# أشلي ثيوفاني
أشلي ثيوفاني (بالإنجليزية: Ashley Theophane) مواليد 30 أغسطس 1980 في بادنغتون، لندن، إنجلترا، المملكة المتحدة، هو ملاكم محترف بريطاني يصنف ضمن فئة وزن الوسط.

## المسيرة الاحترافية
من نزالاته:
- خسر أمام أدريان برونر بالضربة الفنية القاضية (01-04-2016).

## إحصائيات
خاض خلال مسيرته 47 نزالا، فاز في 39 وتعادل في 1 وخسر في 7. فاز بالضربة القاضية في 11 نزالا.